# Renan Santos
Renan Antônio Ferreira dos Santos (Vinhedo, 14 de fevereiro de 1984) é um ativista, empresário e político brasileiro. Ficou conhecido por ser um dos fundadores e coordenadores do Movimento Brasil Livre (MBL). É o atual presidente do Partido Missão.

## Biografia
Nascido na cidade de Vinhedo, Renan Santos cursou Direito na Universidade de São Paulo, mas não concluiu o curso, embora estivesse intensamente envolvido com a política estudantil durante o período. Foi filiado ao PSDB entre os anos 2010 e 2015. Em sua cidade natal no ano de 2014, em parceria com Rubinho Nunes e outros indivíduos, fundou o "Movimento Renova Vinhedo", grupo jovem de militância liberal, que tinha como principal característica o uso da internet e de uma estética irreverente para abordar suas pautas. O Movimento Renova Vinhedo e tinha conexões com o grupo político do ex-prefeito da cidade, Milton Serafim, e de seu sucessor, Jaime Cruz, além do vereador Rubens Alves, que era pai de um de seus integrantes.
Naquele mesmo ano de 2014, membros do Movimento Renova Vinhedo, como Rubinho Alves e Renan Santos, uniram-se à membros do grupo conhecido como Estudantes Pela Liberdade e fundaram o Movimento Brasil Livre, a partir da comum insatisfação com a vitória de Dilma Rousseff na eleição presidencial daquele ano. Uma das principais funções de Renan dentro do novo Movimento foi realizar as articulações políticas. Ele foi um dos responsáveis por articular o que ficou conhecido como "Comitê do Impeachment", que foi formado por líderes dos Partidos e Movimentos para levar à frente o processo de impeachment da então presidente, Dilma Rousseff.[carece de fontes?]

### Manifestação de 1° de novembro de 2014
Renan e outros membros do MBL decidiram convocar manifestações logo depois que a sede da Editora Abril foi pichada por militantes de esquerda, em consequência de uma publicação da capa da Revista Veja que contava com Lula e Dilma e a legenda "Eles sabiam de tudo" - em referência às delações premiadas do doleiro Alberto Youssef, no âmbito da Operação Lava Jato.
Na época, segundo o próprio Renan, o MBL concluiu que o Brasil estava numa escalada de "Venezuelização". Esse foi o primeiro ato do MBL, o qual tinha como pautas: fraude nas eleições de 2014; uso da máquina pública por parte do PT para financiar campanhas; e a liberdade de imprensa. Tal manifestação foi realizada no Museu de Arte de São Paulo (MASP), e reuniu cerca de 2,5 mil pessoas.

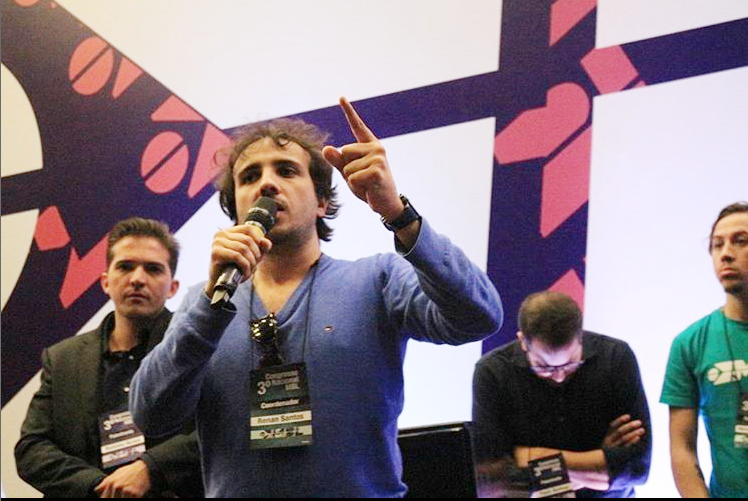
Renan Santos abrindo o 3° Congresso Nacional do Movimento Brasil Livre.

### Manifestações de 13 de março de 2016
Renan participou das manifestações populares que ocorreram em diversas regiões do Brasil e que tiveram como principais objetivos protestar contra o Governo Dilma Rousseff e a corrupção. Mais de 3,3 milhões de pessoas foram às ruas em pelo menos 250 cidades brasileiras. Manifestação que se configurou como sendo a maior da história do Brasil. Naquela ocasião, o Movimento se declarava apartidário, mas Renan Santos foi flagrado em uma gravação de fevereiro de 2016 admitindo que o Movimento já contava com apoio e financiamento de grandes partidos políticos, como PSDB, PMDB, DEM e Solidariedade.

### Marcha pela Liberdade
Após as manifestações de março de 2016, Renan e demais membros do MBL iniciaram uma marcha de São Paulo até Brasília, pleiteando o impeachment de Dilma Rousseff. Chamada de "Marcha pela Liberdade", saiu de São Paulo no dia 24 de abril e percorreu três estados e mais de mil quilômetros, ao longo de 33 dias, chegando a Brasília em 27 de maio.

### Manifestações contra exposição artística Queermuseu
Em 2017, Renan Santos e o MBL foram intensamente ativos nas manifestações de caráter reacionário contra a exposição artística intitulada como "Queermuseu — Cartografias da diferença na arte brasileira". Na ocasião, Renan declarou que o MBL passou a articular a mobilização através do WhatsApp, quando células do movimento em todo o país receberam avisos sobre a exposição e um foi repassando para o outro. Sem que nenhum membro do MBL visitasse a Queermuseu, eles decidiram espalhar o apelo pelo boicote ao Banco Santander, que patrocinava a exposição. De acordo com as declarações de Renan Santos, o Movimento acreditava que aquela exposição utilizava dinheiro público para promover o vilipêndio de imagens religiosas.

### Processos judiciais
No ano de 2016, o site jornalístico UOL fez um artigo investigativo intitulado "Líder do MBL responde a mais de 60 processos e sofre cobrança de R$ 4,9 mi." As acusações incluem fechamento fraudulento de empresas, dívidas fiscais, fraude contra credores, calote em pagamento de dívidas trabalhistas e ações de danos morais.
Renan Santos, por sua vez, comentou a reportagem alegando que tais processos derivam das dificuldades da atividade empresarial no Brasil, explicando que os processos que lhe são atribuídos e à sua família em virtude da propriedade da empresa "Martin Artefatos de Metal" já existiriam antes da família Santos tê-la adquirido. Renan criticou o artigo por não deixar claro os bens que a empresa possui listados no processo para o pagamento das dívidas, observando que não haveria nenhuma atividade criminal ou ilegal, e que os processos são todos de domínio público. Após processo de execução, a Justiça chegou a decretar o bloqueio das contas bancárias da referida empresa, mas nelas não encontrou dinheiro. Foi decretada, então, a penhora de bens da empresa, que irão a leilão na esperança de arrecadar os valores devidos aos credores. A Receita Federal entende que a família de Renan Santos adotou uma estratégia de comprar empresas quase falidas, não declarar e nem pagar os tributos, enriquecendo através da apropriação indevida dos tributos pagos pelos consumidores finais.
De acordo com levantamento feito pelo El País Brasil ainda em setembro de 2017, os membros da família Santos ligados ao MBL através da associação privada "Movimento de Renovação Nacional", respondem por mais de 125 processos - a maioria relativa à falta de pagamento de dívidas líquidas e certas, débitos fiscais, fraudes em execuções processuais e reclamações trabalhistas. Juntos, até setembro de 2017, acumulavam uma cobrança da ordem de 20 milhões de Reais. Em reportagem publicada pelo jornal Metrópoles em março de 2022, a matéria apurou que somente à União, Renan Santos deve 6,3 milhões de Reais, entre tributos federais e multas trabalhistas.

### Tour du Blond
No dia 4 de março de 2022, uma série de áudios sexistas de autoria do deputado estadual Arthur Moledo do Val (Podemos/SP) foram vazados para a mídia, causando grande clamor social. Entre as diversas alegações constantes nos áudios, o deputado afirmou que Renan Santos teria a prática, chamada "Tour du Blond", de viajar pelos países europeus "só pra pegar loira", mais especificamente em cidades interioranas de menor poder aquisitivo. Através do aplicativo de mensagens Telegram, Renan Santos negou que tivesse tomado parte no referido "tour", afirmando que apenas visitou a Suécia algumas vezes cerca de 12 ou 13 anos antes. Entretanto, logo após o incidente, ressurgiram vídeos do Flow Podcast referentes à uma entrevista dada por Renan Santos ao anfitrião Bruno Monteiro Aiub (mais conhecido pelo apelido "Monark"), onde o fundador do MBL se gabava de falar sueco, alegando que fazia uso deste conhecimento para a prática do que chamou de um jogo, ou "game", de "xavecar gringas".